# ОШ „Ђура Јакшић” Кривељ
ОШ „Ђура Јакшић” у Кривељу, насељеном месту на територији Града Бора, наставља традицију организованог похађања наставе у селу 1852. године.
Данашње име школа је добила на основу одлуке Школског одбора од јуна 1959. године. Невезано за име Ђуре Јакшића, Наставничко веће је 1974. године донело одлуку да се Дан школе слави 9. маја. Први пут је Дан школе прослављен 9. маја 1975. године.

## Историјат
Школа у Kривељу почела је са радом 1858. године, док је први учитељ био Марко Милошевић. Школске 1852/53. године, у првој години рада, школу у Kривељу похађало је 47 ђака. У то време деца из Бора похађала су школу у Kривељу све до 1874. године. Године 1901. у Kривељу је, захваљујући вредном и предузимљивом учитељу Зарији Варјачићу, подигнута нова школска зграда на месту где се и данас налази.
Прва школска кухиња почела је са радом 1946. године најпре у Kривељу, а касније и у други сеоским насељима. До 1952. године школа у Kривељу радила је као четвороразредна. Школске 1952/53. године отворено је једно одељење петог разреда и од тада при овој сколи постоји осмогодишње школовање. Први управитељ школе био је учитељ Иван Јуринчић.

## Школа данас
Данас школа у Kривељу има четири класичне учионице, седам специјализованих учионица, учионицу за предшколско одељење, кабинет техничког образовања, библиотеку и медијатеку, зборницу и канцеларије педагога, секретара и директора. За потребе наставе физичког васпитања, као и за приредбе, зборове грађана и друге активности, саграђена је модерна спортска сала површине.
Школа је на иницијативу тадашњег директора Будимира Митића од 1995. године покренула иницијативу да се у издвојеном одељењу у Горњану организује школа под називом „Љубитељи природе”. Циљ ове школе је да, боравећи у природи, ученици упознају природне законитости, заволе природу, развију еколошку свест и да се едукују на плану заштите и унапређења животне средине.

## Издвојена одељења
Школа у Горњану почела је са радом 1866. године. Прва школа била је у засеоку „старог села“. Године 1901. Горњане је подигло нову школску зграду и велики школски воћњак. До 1968. године ова школа радила је као самостална, а од ове године постаје издвојено одељење школе у Kривељу. Године 1985. Горњане добија нову, модерну школску зграду са опремљеном кухињом и трпезаријом.
Школа у Бучју почела је са радом 1889. године. За првог учитеља постављен је Тодор Стабловић. Школске 1900/01. године подигнута је нова школска зграда која је 1989. године добила ново рухо уочи прославе стогодишњице школе у Бучју. Један од познатијих учитеља у Бучју био је школске 1923/24. године Станко Првановић.
Школа у Малом Kривељу (некада засеок Церово) ради од школске 1932/33. године. Дотле су деца из овог засеока похађала школу у Kривељу. Године 1934. саграђена је нова школска зграда у којој данас ради ова школа.
Школа у Kрушару отворена је 1949. године. У првим годинама рада имала је 78 ученика, да би се касније овај број смањио.
Основна школа у Прекокршу налази се на тромеђи села Kривељ, Горњане и Влаоле. Ова школа почела је са радом 1957. године а број ђака у њој никад није прелазио 10 ученика. 
Школа у Прекокршу престала је са радом 2004 године због недостатка деце.